# Parachaetocladius adnobaeus
Parachaetocladius adnobaeus är en tvåvingeart som först beskrevs av Wulker 1959.  Parachaetocladius adnobaeus ingår i släktet Parachaetocladius och familjen fjädermyggor. Inga underarter finns listade i Catalogue of Life.